# トランスフォーミング増殖因子
トランスフォーミング増殖因子（トランスフォーミングぞうしょくいんし、Transforming growth factor、TGF）またはトランスフォーミング成長因子（トランスフォーミングせいちょういんし）は、自然に存在する多くの特色ある増殖因子の1つである。他の多数のシグナル経路と同様に組織発生、細胞分化、胚発育における極めて重要な役割を果たす。

## トランスフォーミング増殖因子アルファ
アルファ型トランスフォーミング増殖因子TGF-αはいくつかのヒトのガンで過剰発現している。またこれは、マクロファージ、脳細胞、ケラチノサイトで産生され、上皮の発生を引き起こす。

## トランスフォーミング増殖因子ベータ
ベータ型変異増殖因子TGF-βは腎臓、骨髄、血小板などほぼすべての細胞で産生され、5種類のサブタイプ（β1～β5）が存在する。骨基質中にはそのうちβ1～β3がいずれも不活性型として蓄積され、骨吸収の際に破骨細胞が放出する酸によって活性化される。
骨芽細胞の増殖およびコラーゲンのような結合組織の合成・増殖を促進し、上皮細胞の増殖や破骨細胞に対しては抑制的に作用する。
また、TGF-βスーパーファミリーというものもあり、これには生物の骨形成に重要な役割を果たしているBMP（骨形成タンパク質）などが含まれる。

## トランスフォーミング増殖因子受容体
TGF受容体(TGFR)はマイトーゲン活性化タンパク(MAP)キナーゼファミリーの一部である。ホモまたはヘテロダイマーになる多くの異なるアイソフォームが存在している。TGFスーパーファミリーに同定されたリガンド数はその受容体の数より遥かに少なく、リガンドと受容体の相互作用の間は乱雑である。
TGFRは1回膜貫通型受容体である。
脳、心臓、腎臓、肝臓、および睾丸を含む多くの異なったタイプの組織でそれを見られる。TGFの過剰発現は、腎硬変（腎臓の繊維症）を引き起こし、糖尿病と同様に腎臓病の原因となり、最終的に末期腎臓病 (ESRD) となる。TGFベータ受容体に対し、あるタイプのタンパク質阻害剤を使用することで、腎臓の繊維症の効果を止め、逆にすることもできる。